# 고호봉
고호봉(高浩逢, 1975년 6월 4일 ~ )은 전 KBO 리그 야구 선수의 투수이다.

## 출신학교
- 부천고등학교
- 원광대학교

## 연봉
- 1,800만 원